# Le grandi storie della fantascienza 11
Le grandi storie della fantascienza 11 (titolo originale Isaac Asimov Presents the Great SF Stories 11 (1949)) è un'antologia di racconti di fantascienza raccolti e commentati da Isaac Asimov e Martin H. Greenberg. Fa parte della serie Le grandi storie della fantascienza e comprende racconti pubblicati nel 1949.
È stata pubblicata nel 1984 e tradotta in italiano l'anno successivo.

## Racconti
- La corsa della Regina Rossa (The Red Queen's Race), di Isaac Asimov
- Difetto (Flaw), di John D. MacDonald
- L'Occhio privato (Private Eye), di Henry Kuttner
- Manna (Manna), di Peter Phillips
- Il prigioniero nel cranio (The Prisoner of the Skull), di Henry Kuttner e C. L. Moore
- Terra aliena (Alien Earth), di Edmond Hamilton
- Lezione di storia (History Lesson), di Arthur C. Clarke
- Eternità perduta (Eternity Lost), di Clifford D. Simak
- L'unica cosa che impariamo (The Only Thing We Learn), di Cyril M. Kornbluth
- State lontani! (Private - Keep Out), di Philip MacDonald
- L'Hurkle è una bestia felice (The Hurkle Is a Happy Beast), di Theodore Sturgeon
- Caleidoscopio (Kaleidoscope), di Ray Bradbury
- Meccanismo di difesa (Defence Mechanism), di Katherine MacLean
- Guerra fredda (Cold War), di Henry Kuttner
- Le streghe di Karres (The Witches of Karres), di James H. Schmitz

## Edizioni
- Isaac Asimov Presents The Great SF Stories 11 (1949), DAW Books, 1984.
- Le grandi storie della fantascienza 11 (1949), traduzione di Giampaolo Cossato e Sandro Sandrelli, SIAD Edizioni, 1985.
- Le grandi storie della fantascienza 11, traduzione di Giampaolo Cossato e Sandro Sandrelli, Bompiani, 1994, ISBN 88-452-2176-8.